# Donda (album)
Donda è il decimo album in studio del rapper statunitense Kanye West, pubblicato il 29 agosto 2021 dalle etichette discografiche GOOD Music e Def Jam Recordings.
Gran parte del materiale per l'album fu registrato da West in più località durante l'estate 2021, incluso il suo Bighorn Mountain Ranch a Greybull, Wyoming, e il Mercedes-Benz Stadium ad Atlanta, Georgia. All'interno del disco, sono contenute collaborazioni con numerosi artisti musicali, tra cui il Sunday Service Choir, Jay-Z, Playboi Carti, Lil Baby, The Weeknd, Travis Scott, DaBaby e Marilyn Manson, la cui produzione è stata curata personalmente dallo stesso rapper, servendosi principalmente di Ojivolta; rientrano tra i collaboratori più presenti anche BoogzDaBeast, Dem Jointz e Mike Dean.
L'uscita dell'album è stata particolarmente travagliata, poiché caratterizzata da numerosi spostamenti. Originariamente concepito come God's Country e previsto per la pubblicazione nel luglio 2020, è stato posticipato all'anno successivo e ribattezzato in Donda; il disco è stato anticipato da tre sessioni di ascolto pubbliche tenutesi al Mercedes-Benz Stadium di Atlanta il 22 luglio e nuovamente il 5 agosto 2021, e presso il Soldier Field di Chicago il 26 agosto successivo. Anche dopo la sua avvenuta pubblicazione, West ha continuato a lavorare all'album modificando la struttura musicale di alcune tracce e aggiungendone di nuove nell'edizione deluxe distribuita il 14 novembre 2021. Donda è un disco prettamente hip hop, gospel, cristiano e pop che incorpora sonorità provenienti da altri generi come la trap e il drill. I temi esplorati al suo interno sono la religione, il divorzio di Kanye dalla moglie Kim Kardashian e il rapporto con la madre Donda, da cui trae ispirazione il titolo dell'album.

## Antefatti

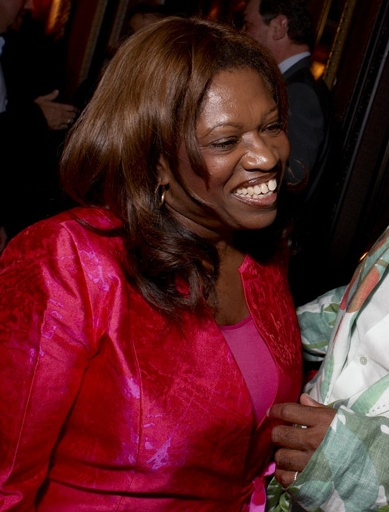
L'album prende il nome dalla madre defunta del rapper, Donda West

Nel marzo 2020 Kanye West ha iniziato a registrare nuova musica presso Cabo San Lucas, in Messico, prima di ricongiungersi in Wyoming con la sua famiglia in seguito allo scoppio della pandemia di COVID-19. Sempre nel mese di marzo, Pusha T durante un'intervista ha confermato di aver lavorato con West di recente. I due si sarebbero dovuti incontrare il 16 marzo 2020 per ultimare la loro collaborazione, ma dovettero accantonare l'idea a causa delle restrizioni agli spostamenti imposte dal governo correlate alla pandemia di COVID-19.
Le prime indiscrezioni sull'album risalgono al maggio 2020, quando il fotografo Arthur Jafa rivelò prematuramente il progetto durante una diretta sul proprio profilo Instagram, nella quale discuteva con la stilista Michèle Lamy. Nello specifico, Jafa confermò il proprio coinvolgimento nella lavorazione al videoclip musicale dell'imminente singolo di Kanye West e appartenente a un album intitolato God's Country. Il 26 giugno 2020 West ha lanciato la campagna promozionale #WestDayEver attraverso Twitter comunicando la realizzazione di diversi progetti a partire da quella stessa data. Uno di questi si rivelò essere il videoclip del singolo Wash Us in the Blood, diretto proprio da Jafa. Il singolo e il rispettivo video vennero resi disponibili quattro giorni più tardi, preceduti da un'anteprima condivisa dallo stesso West in cui veniva ufficialmente comunicato il titolo dell'album come God's Country. Il 13 luglio West ha condiviso su Twitter un frammento di una traccia dell'album, intitolata Donda, accompagnata dall'anteprima del video musicale. Il 18 luglio, West confermò che il nuovo album si sarebbe intitolato Donda fissandone la data di pubblicazione al 24 luglio 2020, salvo poi accantonare l'idea.
Il 26 settembre il rapper ha condiviso un frammento di trentanove secondi di un nuovo brano intitolato Believe What I Say sul suo account Twitter, mentre il 16 ottobre viene messo in commercio il singolo Nah Nah Nah. Il 13 novembre viene diffuso il remix di Nah Nah Nah con la collaborazione dei rapper DaBaby e 2 Chainz. Sia la versione originale che il remix presentano vari riferimenti alla campagna presidenziale portata avanti da West.
Il 7 marzo 2021 il rapper Cyhi the Prynce ha dichiarato in un'intervista concessa a VladTV che West aveva ripreso la lavorazione all'album dopo aver finalizzato le pratiche di divorzio dall'ex moglie Kim Kardashian. Alcuni mesi dopo, il 17 luglio, il rapper Consequence ha pubblicato un post Instagram ritraente West in studio insieme a Tyler, the Creator; la didascalia del post suggeriva una data di uscita dell'album entro la fine del 2021. Il giorno dopo, il podcaster Justin Laboy ha dichiarato di aver preso parte a una sessione d'ascolto dell'intero album a Las Vegas in compagnia di West e del cestista Kevin Durant; Laboy definì la produzione come «avanti anni luce».

## Promozione
Il 20 luglio 2021, durante la gara sei delle NBA Finals 2021, è stato trasmesso uno spot pubblicitario di Beats by Dr. Dre in cui compariva la velocista statunitense Sha'Carri Richardson e con colonna sonora la traccia No Child Left Behind, interpretata da Kanye West e contenuta all'interno del suo nuovo album di inediti. Nello stesso spot era stata anche rivelata come data di pubblicazione iniziale dell'album il 23 luglio, sebbene sia stata rimandata una prima volta di due settimane al 6 agosto. La notizia della prima posticipazione è stata ufficialmente confermata attraverso un secondo spot pubblicitario di Beats by Dr. Dre, diffuso in rete il 5 agosto 2021.

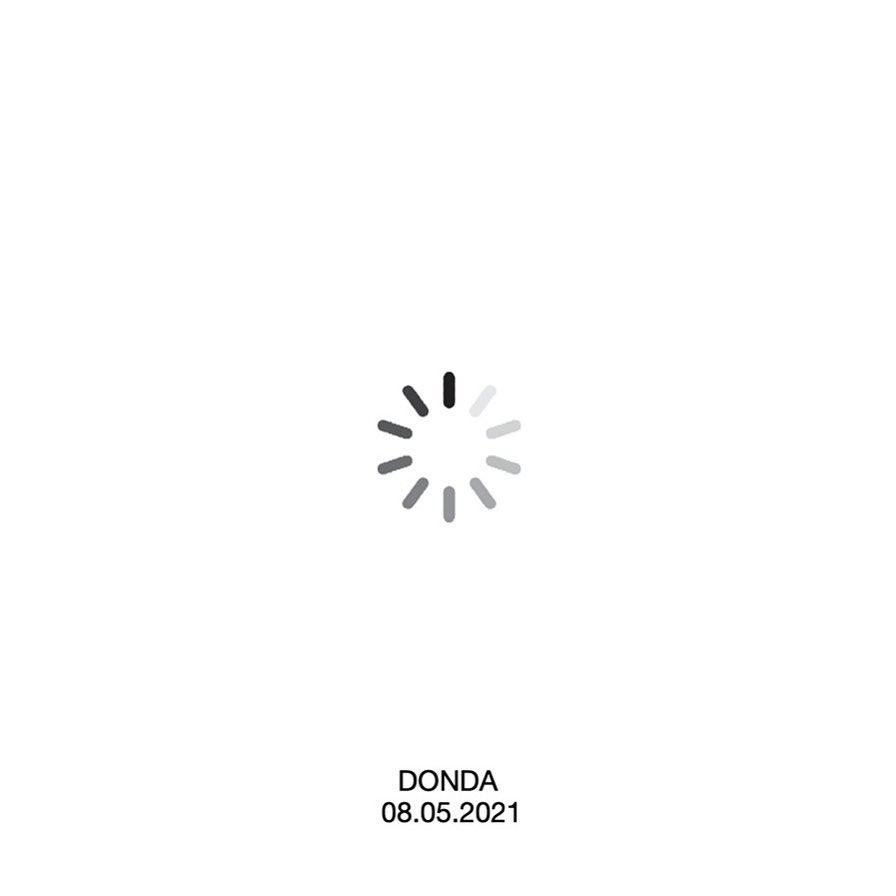
Locandina utilizzata per il secondo listening party ad Atlanta

L'album Donda è stato presentato per l'ascolto in anteprima nell'ambito di tre eventi presieduti dallo stesso West: i primi due si sono tenuti al Mercedes-Benz Stadium di Atlanta rispettivamente il 22 luglio e il 5 agosto, mentre il terzo si è tenuto al Soldier Field di Chicago, città in cui West ha vissuto per tutta la sua giovinezza, il 26 agosto. La piattaforma musicale Apple Music ne ha curato la trasmissione in diretta streaming a livello mondiale. Durante i tre concerti è stata rivelata la partecipazione al progetto di numerosi artisti, inclusi Syleena Johnson, Pusha T, The World Famous Tony Williams, Don Toliver, Lil Baby, The Weeknd, Rooga, Baby Keem, Travis Scott, Lil Yachty, Playboi Carti, Lil Durk, Vory, Fivio Foreign, Kid Cudi, Young Thug, 070 Shake, Chris Brown, Roddy Ricch, Conway the Machine, KayCyy, Westside Gunn, Jadakiss, Jay Electronica, Sheek Louch, Styles P, Pop Smoke, Francis and the Lights, DaBaby, Marilyn Manson, Jay-Z e il Sunday Service Choir.
La ventiquattresima traccia Jail, Pt. 2 in collaborazione di DaBaby e Marilyn Manson, pur essendo stata inclusa nella versione Spotify dell'album, non è stata resa immediatamente disponibile per l'ascolto insieme al resto del progetto a causa della mancata autorizzazione concessa dal manager di DaBaby. Il brano è stato distribuito sulle piattaforme musicali alcune ore dopo. Kanye West menziona l'accaduto con un post su Instagram in cui denuncia che Universal Music Group, oltre a bloccare l'accesso alla medesima traccia, ha pubblicato l'album senza il suo consenso. Circa un mese dopo la pubblicazione, l'album è stato caricato nuovamente dal rapper sulle piattaforme streaming. La versione aggiornata comprende la sostituzione di Chris Brown in  New Again  e di KayCyy in Keep My Spirit Alive, rimpiazzati rispettivamente dal Sunday Service Choir e da West stesso. Alcune tracce, inoltre, presentano un miglioramento a livello di missaggio e masterizzazione.
I videoclip per le tracce Come to Life e 24 sono stati pubblicati rispettivamente il 2 e il 16 settembre 2021, contenenti entrambi immagini tratte dai listening events dei mesi precedenti; Hurricane è stato pubblicato come singolo ufficiale il 3 settembre 2021 per il mercato svedese, e dal 14 settembre è entrato in rotazione radiofonica negli Stati Uniti.
Il 5 novembre 2021, durante un'intervista promozionale concessa al rapper N.O.R.E. per Drink Champs, West ha per la prima volta confermato l'esistenza di una versione deluxe di Donda, anticipando l'uscita di una traccia intitolata Let Go. Otto giorni più tardi, sono stati affissi diversi cartelloni pubblicitari nei quartieri di Los Angeles che confermavano l'imminente pubblicazione della versione deluxe, e contestualmente un gruppo di cloni di West è sceso per le strade di New York City. Donda (Deluxe) è stata pubblicata sulle piattaforme di musica in streaming e digitale il 14 novembre 2021; al suo interno sono presenti cinque nuove tracce, tra cui gli inediti Life of the Party con André 3000, Up from the Ashes e Never Abandon Your Family, la versione originale di Remote Control con la partecipazione vocale di Kid Cudi e la versione di Keep My Spirit Alive in cui KayCyy esegue il coro dopo che quest'ultimo era stato rimosso dalla prima versione del brano e sostituito da West. La versione esplicita di Life of the Party, non contenuta nell'album, è stata distribuita in concomitanza con l'edizione deluxe.

## Tracce
1. Donda Chant – 0:52 (Kanye West, Syleena Johnson)
2. Jail – 4:57 (Kanye West, Shawn Carter, Brian Warner, Charles Njapa, Raul Cubina, Mark Williams, Dwayne Abernathy Jr., Michael Dean, Sean Solymar)
3. God Breathed – 5:33 (Kanye West, Aaron Butts, Evan Mast, Raul Cubina, Mark Williams, Brian Miller)
4. Off the Grid – 5:39 (Kanye West, Jordan Carter, Maxie Ryles III, Samuel Gloade, Aswad Asif, David Ruoff, Elias Klughammer, Raul Cubina, Mark Williams, Eric Sloan Jr.)
5. Hurricane – 4:03 (Kanye West, Dominique Jones, Abel Tesfaye, Mark Mbogo, Josh Mease, Daniel Seeff, Sam Barsh, Jahmal Gwin, Michael Dean, Khalil Abdul-Rahman, Ronald Spence Jr., Mark Williams, Raul Cubina)
6. Praise God – 3:46 (Kanye West, Hykeem Carter, Jacques Webster, Samuel Gloade, Mark Williams, Raul Cubina, Michael Dean, Aqeel Tate, Eric Sloan Jr.)
7. Jonah – 3:15 (Kanye West, Durk Banks, Tavoris Hollins, Michael Suski, Tahrence Brown, Michael Dean)
8. OK OK – 3:24 (Kanye West, Miles McCollum, Denzel Charles, Maxie Lee Ryles III, Matthew Samuels, Louis Bell)
9. Junya – 2:27 (Kanye West, Jordan Carter, Nasir Pemberton, Mark Williams, Raul Cubina, Kendall Bailey)
10. Believe What I Say – 4:02 (Kanye West, Mark Myrie, Dwayne Abernathy Jr., Michael Mulé, Isaac De Boni, Mark Williams, Raul Cubina, Jahmal Gwin)
11. 24 – 3:17 (Kanye West, Mark Mbogo, Brian Miller, Mark Williams, Raul Cubina, Warryn Campbell, Cory Henry)
12. Remote Control – 3:18 (Kanye West, Jeffery Williams, Nasir Pemberton, Kevin Gomringer, Tim Gomringer, Mark Williams, Raul Cubina, Charles Njapa, Michael Dean)
13. Moon – 2:36 (Kanye West, Caleb Toliver, Scott Mescudi, Evan Mast, GwinAbdul-Rahman)
14. Heaven and Hell – 2:25 (Kanye West, Charles Njapa, Jahmal Gwin, Raul Cubina, Mark Williams, Paimon Jahanbin, Nima Jahanbin)
15. Donda – 2:08 (Kanye West, Jahmal Gwin, Michael Mulé, Isaac De Boni, Mark Williams, Raul Cubina)
16. Keep My Spirit Alive – 3:41 (Kanye West, Jahmal Gwin, Michael Mulé, Isaac De Boni, Mark Williams, Raul Cubina)
17. Jesus Lord – 8:58 (Kanye West, Elpadaro Allah, Larry Hoover Jr., Kasseem Dean, Mike Lévy, Michael Dean)
18. New Again – 3:03 (Kanye
West, Christopher Brown, Jahmal Gwin, Dwyane Abernathy Jr., Mark Williams, Raul Cubina, Paimon Jahanbin, Nima Jahanbin, Laraya Robinson, Charles Njapa)
19. Tell the Vision – 1:44 (Kanye
West, Bashar Jackson, Jahmal Gwin, Michael Mulé, Isaac De Boni, Mark Williams, Raul Cubina)
20. Lord I Need You – 2:42 (Kanye West, Jahmal Gwin, Wesley Glass, Michael Mulé, Isaac De Boni, Mark Williams, Raul Cubina, Carlos Phillips)
21. Pure Souls – 5:58 (Kanye West, Rodrick Moore, Jahmal Gwin, Mark Williams, Raul Cubina, Michael Dean, Tim Friedrich, Christoph Bauss, Bastian Völkel, Orlando Wilder)
22. Come to Life – 5:10 (Kanye
West, Jeff Bhasker, Warryn Campbell, Raul Cubina, Mark Williams)
23. No Child Left Behind – 2:58 (Kanye West, Tavoris Javin Hollins Jr., Jahmal Gwin, Mike Lévy, Jahshua Brown)
24. Jail, Pt. 2 – 4:57 (Kanye West, Jonathan Kirk, Brian Warner, Charles Njapa, Michael Dean, Mark Williams, Raul Cubina, Dwayne Abernathy Jr., Solymar)
25. OK OK, Pt. 2 – 3:24 (Kanye West, Denzel Charles, Chinsea Lee, Maxie Lee Ryles III, Matthew Samuels, Louis Bell)
26. Junya, Pt. 2 – 3:02 (Kanye West, Jordan Carter, Tyrone Griffin Jr., Nasir Pemberton, Mark Williams, Raul Cubina, Roark Bailey)
27. Jesus Lord, Pt. 2 – 11:30 (Kanye West, Allah, Jason Phillips, David Styles, Sean Jacobs, Larry Hoover Jr., Kaseem Dean, Mike Lévy, Michael Dean)

Tracce bonus nell'edizione deluxe
1. Life of the Party (con André 3000) – 6:31 (Kanye West, André Benjamin, Anthony C. Khan, Brian Miller, Bruce Kirkman, Derek Watkins, Dwayne Abernathy Jr., Federico Vindver, Jack Hansen, Jahmal Gwin, Malik Yusef, Mark Williams, Norma Jean Toney, Paul Anastasio, Raul Cubina, Rennard East, Terrence Thornton)

1. Up from the Ashes – 2:58 (Kanye West, Alex Ernewein, Angel Lopez, Federico Vindver, Terrence Thornton, Matthew Sean Leon, Nikisha Shenise Grier, Rennard East, Timothy Mosley)
2. Remote Control, Pt. 2 – 5:23 (Kanye West, Jeffery Williams, Scott Mescudi, Pemberton, Kevin Gomringer, Tim Gomringer, Mark Williams, Cubina, Charles Njapa, Mike Dean, Travis Walton)

1. Never Abandon Your Family – 3:27 (Kanye West, Albert Daniels, Billy Walsh, Louis Bell, Malik Yusef, Mark Williams, Cubina)

1. Keep My Spirit Alive, Pt. 2 – 3:41 (Kanye West, Mbogo, Gwin, Mulé, De Boni, Mark Williams, Cubina, Abernathy, Darius Woodley, Rico Nichols, Lawrence Parker)

Note
- Donda Chant contiene vocali non accreditati di Syleena Johnson.
- Jail contiene vocali non accreditati di Jay-Z e Francis and the Lights.
- God Breathed contiene vocali non accreditati di Vory.
- Off the Grid contiene vocali non accreditati di Playboi Carti e Fivio Foreign.
- Hurricane contiene vocali non accreditati di The Weeknd e Lil Baby.
- Praise God contiene vocali non accreditati di Travis Scott e Baby Keem.
- Jonah contiene vocali non accreditati di Lil Durk e Vory.
- OK OK contiene vocali non accreditati di Lil Yachty, Rooga e Fivio Foreign.
- Junya contiene vocali non accreditati di Playboi Carti.
- 24 contiene vocali non accreditati di Vory.
- Remote Control contiene vocali non accreditati di Young Thug.
- Moon contiene vocali non accreditati di Don Toliver e Kid Cudi.
- Donda contiene vocali non accreditati di The World Famous Tony Williams e Stalone.
- Keep My Spirit Alive contiene vocali non accreditati di Conway the Machine e Westside Gunn.
- Jesus Lord contiene vocali non accreditati di Jay Electronica.
- New Again originariamente conteneva vocali non accreditati di Chris Brown, successivamente sostituito dal Sunday Service Choir.
- Tell the Vision contiene vocali non accreditati di Pop Smoke.
- Lord I Need You contiene vocali non accreditati del Sunday Service Choir.
- Pure Souls contiene vocali non accreditati di Roddy Ricch e Shenseea.
- No Child Left Behind contiene vocali non accreditati di Vory e del Sunday Service Choir.
- Jail, Pt. 2 contiene vocali non accreditati di DaBaby, Marilyn Manson e Francis and the Lights.
- Junya, Pt. 2 contiene vocali non accreditati di Playboi Carti e Ty Dolla $ign.
- Jesus Lord, Pt. 2 contiene vocali non accreditati di Jay Electronica, Jadakiss, Sheek Louch, Styles P e Swizz Beatz.
- Life of the Party contiene un contributo sconosciuto da parte di IRKO, che viene accreditato esclusivamente nella versione deluxe dell'album pubblicata per Spotify.
- Nell'edizione deluxe dell'album, Come to Life contiene vocali non accreditati di Tyler, the Creator.
- Remote Control, Pt. 2 contiene vocali non accreditati di Young Thug e Kid Cudi.
- Keep My Spirit Alive, Pt. 2 contiene vocali non accreditati di Conway the Machine, KayCyy e Westside Gunn.

## Classifiche

### Classifiche settimanali
| Classifica (2021-22) | Posizione massima |
| -------------------- | ----------------- |
| Australia            | 1                 |
| Austria              | 1                 |
| Belgio (Fiandre)     | 1                 |
| Belgio (Vallonia)    | 1                 |
| Canada               | 1                 |
| Croazia              | 20                |
| Danimarca            | 1                 |
| Finlandia            | 1                 |
| Francia              | 1                 |
| Germania             | 4                 |
| Giappone             | 38                |
| Irlanda              | 1                 |
| Islanda              | 1                 |
| Italia               | 1                 |
| Lituania             | 1                 |
| Norvegia             | 1                 |
| Nuova Zelanda        | 1                 |
| Paesi Bassi          | 1                 |
| Polonia              | 26                |
| Portogallo           | 28                |
| Regno Unito          | 1                 |
| Repubblica Ceca      | 1                 |
| Slovacchia           | 2                 |
| Spagna               | 5                 |
| Stati Uniti          | 1                 |
| Svezia               | 1                 |
| Svizzera             | 2                 |

### Classifiche di fine anno
| Classifica (2021) | Posizione |
| ----------------- | --------- |
| Australia         | 36        |
| Austria           | 63        |
| Belgio (Fiandre)  | 58        |
| Belgio (Vallonia) | 176       |
| Canada            | 28        |
| Danimarca         | 14        |
| Francia           | 188       |
| Irlanda           | 46        |
| Islanda           | 15        |
| Norvegia          | 10        |
| Nuova Zelanda     | 28        |
| Paesi Bassi       | 46        |
| Regno Unito       | 94        |
| Stati Uniti       | 39        |
| Svizzera          | 34        |
| Classifica (2022) | Posizione |
| Australia         | 94        |
| Belgio (Fiandre)  | 142       |
| Danimarca         | 82        |
| Islanda           | 90        |
| Nuova Zelanda     | 41        |